# Melvin Zinga
Melvin Zinga (* 16. März 2002 in Montivilliers) ist ein kongolesisch-französischer Fußballspieler, der beim SCO Angers spielt.

## Karriere

### Verein
Zinga begann seine fußballerische Ausbildung beim Le Havre AC im September 2009. Ab der Saison 2018/19 kam er bereits beim viert- und eine Spielzeit später fünftklassigen Zweitteam zum Einsatz. Zudem spielte er für die U19-Mannschaft von Le Havre.
Im Sommer 2020 wechselte er schließlich zum Erstligisten SCO Angers, wo er einen Vertrag bei der zweiten Mannschaft unterzeichnete. Dort kam er 2020/21 auch zum Einsatz, absolvierte aber auch noch eine Partie für die A-Junioren. In der Saison 2023/24 durfte Zinga bereits in der Coupe de France spielen. Nach dem Ausfall von Yahia Fofana im Januar 2024 debütierte er gegen den SC Bastia bei einer 0:2-Niederlage in der Ligue 2. Zinga spielte fünfmal in jener Saison und stieg mit Angers zurück in die Ligue 1 auf. Im September 2024 verlängerte er seinen Vertrag schließlich bis 2026.

### Nationalmannschaft
Zinga spielte bereits für mehrere Juniorenauswahlen der FFF. Mit der U17-Mannschaft nahm er an der U17-EM 2019 teil, spielte jede Partie und schied mit dem Team im Halbfinale aus. Bei der Weltmeisterschaft im selben Jahr spielte Zinga fünf der sechs Spiele und wurde Dritter.
Im August 2024 wurde er das erste Mal in den Kader der kongolesischen A-Nationalmannschaft berufen, kam jedoch in Länderspielen im September und Oktober noch nicht zum Einsatz.

## Erfolge
SCO Angers
- Vizemeister der Ligue 2: 2024  ▲